# Scottish Socialist Party
Die Scottish Socialist Party (deutsch: Schottische Sozialistische Partei) ist eine 1998 gegründete  sozialistische Partei in Schottland, die für die nationale Unabhängigkeit Schottlands eintritt und ihre größten Wahlerfolge 2003 hatte. Sie hat eine Struktur, die auf Zweigstellen basiert und veröffentlicht alle 14 Tage Schottlands einzige sozialistische Zeitung, die Scottish Socialist Voice.
Der Parteisprecher Colin Fox hält einen Posten auf dem Advisory Board von Yes Scotland, der überparteilichen Kampagne für schottische Unabhängigkeit in der Volksabstimmung 2014.

## Geschichte
Die Scottish Socialist Alliance (SSA) war 1996 nach langer Diskussion in sozialistischen Foren entstanden. Die SSA gewann bei der Wahl zur Stadtverordnetenversammlung von Glasgow im August 1996 aus dem Stand 18 % der Stimmen.
1998 vereinigte sich die SSA und einige kleinere Gruppen mit der Scottish Militant Labour zur Scottish Socialist Party. Die Scottish Militant Labour war eine trotzkistische Organisation, die bereits mit der SSA zusammengearbeitet hatte, aber noch immer über einen eigenen finanzkräftigen Parteiapparat und eine auflagenstarke Zeitung verfügte, die nun an die SSP übergingen. Dis SML war auch bereits 1993 in Glasgow erfolgreich gewesen und hatte bis 1995 sechs Stadtverordnete gestellt. Der bekannteste Führer der SML war Tommy Sheridan, der auch bei der SSP eine führende Rolle spielen sollte.
Die Basis der SSP vergrößerte sich in den nächsten Jahren durch den Beitritt weiterer linker Parteien, etwa der bedeutenden Socialist Workers Party in Schottland, dem Beitritt von vielen Mitgliedern der Labour Party und der Scottish National Party, und durch die bedeutsame offene Unterstützung der schottischen Sektion der großen Eisenbahn-, Hafen- und Transportarbeitergewerkschaft (National Union of Rail, Maritime and Transport Workers).
Den größten Erfolg errang die Scottish Socialist Party bei den Wahlen zum schottischen Regionalparlament im Mai 2003: sie erhielt 6,7 % der regionalen Stimmen und gewann 6 Sitze. In Glasgow erhielt die SSP 15,2 % der Stimmen und wurde hinter Labour mit 37,7 % und den schottischen Nationalisten mit 17,1 % drittstärkste Partei. Der Erfolg beruhte auch auf dem kurz zuvor erfolgten Kriegseintritt Großbritanniens in den Irakkrieg, der von großen Teilen der Bevölkerung abgelehnt wurde. Es kam aber bald zu Querelen innerhalb der SSP: Sheridan legte 2004 die Fraktionsführung nieder, trat 2006 schließlich aus der Partei aus und gründete eine eigene Bewegung ‚Solidarity‘.
Die SSP verlor in der Wahl 2007 alle Sitze im schottischen Parlament und 90 % ihrer Wähler und erreichte auch im Mai 2011 nicht mehr als 0,4 % der Stimmen. Auch in ihrer Hochburg Glasgow sank ihr Stimmenanteil bei diesen beiden Wahlen auf 1,2 % bzw. 0,7 %.
Nach den Wahlen 2011 und der daraus resultierenden SNP-Mehrheit, verkündete die schottische Regierung, dass sie 2014 eine Volksabstimmung zur Unabhängigkeit halten werde. Im Mai 2012 wurde die überparteiliche Organisation „Yes Scotland“ gegründet, um auf ein „Ja“ in der Abstimmung hinzuarbeiten. Der nationale SSP-Sprecher Colin Fox wurde eingeladen, dem „Advisory Board“ von „Yes Scotland“ beizutreten, da die Partei schon seit fünfzehn Jahren die Unabhängigkeit befürwortet. Während der Unabhängigkeitskampagne hat die Partei sich auch weiterhin um andere Themen gekümmert, wie z. B. die „Schlafzimmersteuer“ („bedroom tax“) und gleichgeschlechtliche Ehe.
Die Partei setzt sich für eine sozialistische schottische Republik ohne Monarchie oder Atomwaffen ein, bei stark reduzierten Militärausgaben und einem guten Verhältnis mit der Europäischen Union, das Schottlands Unabhängigkeit schützt. Ihre Ansichten über eine Republik und eigenständige Währung unterscheiden sich von denen der SNP, die eine „Union of the Crowns“ und Beibehaltung des Pfund Sterling befürwortet.
Im November 2013 legte die Partei ihre Ansicht über die Veröffentlichung von Scotland’s Future dar, in der sie der schottischen Regierung in ihrer Vision zustimmt, „dass es fraglos eine Verbesserung der Lebensumstände für die schottische Bevölkerung darstellt“, aber bestätigte zugleich ihre Pläne für ein unabhängiges sozialistisches Schottland und eine moderne demokratische Republik. Aus diesem Grunde bezeichnet sie einige Grundsätze des Dokuments als Diskussionspunkte für die nächsten Wahlen.

## Programmpunkte
Die Scottish Socialist Party setzte und setzt sich für die Unabhängigkeit Schottlands, die Abschaffung der Kopfsteuer, Abschaffung der ärztlichen Rezeptgebühr, kostenlose Schulspeisung, kostenlosen öffentlichen Nahverkehr, die Legalisierung von Cannabis, die Einführung von Heroinprogrammen und einen Ausbau von Entgiftungs- und Therapieeinrichtungen zur Eindämmung der massiven Drogenprobleme in den Arbeitervierteln schottischer Großstädte ein. Die öffentlichen Dienste sollen nicht weiter privatisiert werden, ein Mindestlohn von 9 £ pro Stunde gezahlt werden, Reiche dafür höhere Steuern zahlen. Sehr aktiv war die Partei auch bei den Antikriegsdemonstrationen und der internationalen Kampagne Make Poverty History.
Eine Frauengruppe der Jugendorganisation Scottish Socialist Youth kämpft mit der Kampagne Fuck Abstinence! gegen die Einführung eines rigiden, die sexuelle Enthaltsamkeit von Jugendlichen fordernden Sexualkundeunterrichts an schottischen Schulen (Abstinence-only sex education).
Die Scottish Socialist Party wird von dem niederländischen Politikwissenschaftler Cas Mudde als linkspopulistisch bezeichnet.

## Wahlergebnisse

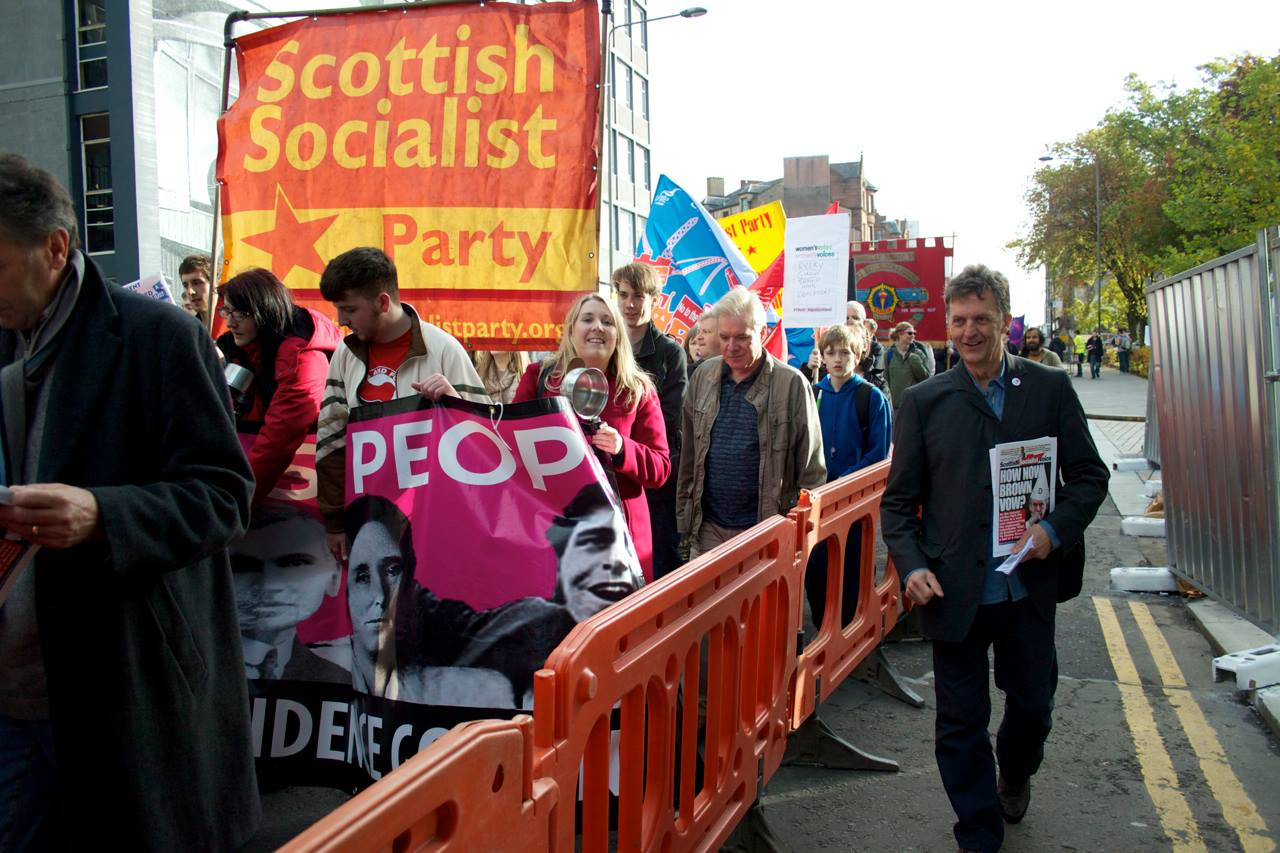

Prozentergebnisse und Gesamtsitze beziehen sich auf Schottland. Unterhauswahlen erfolgten durchgehend nach Mehrheitswahlrecht, Wahlen zum schottischen Parlament nach einem Mixed-Member Proportionalsystem und ab 1999 auch Wahlen zum Europaparlament nach Verhältniswahlrecht.
| Jahr | Wahl                              | Stimmenanteil                               | Sitze |
| ---- | --------------------------------- | ------------------------------------------- | ----- |
| 1999 | Parlamentswahl in Schottland 1999 | 2,0 %                                       | 1/129 |
| 1999 | Europawahl 1999                   | 4,0 %                                       | 0/8   |
| 2001 | Unterhauswahlen 2001              | 3,1 %                                       | 0/72  |
| 2003 | Parlamentswahl in Schottland 2003 | 6,7 %                                       | 6/129 |
| 2004 | Europawahl 2004                   | 5,2 %                                       | 0/7   |
| 2005 | Unterhauswahlen 2005              | 1,9 %                                       | 0/59  |
| 2007 | Parlamentswahl in Schottland 2007 | 0,6 %                                       | 0/129 |
| 2009 | Europawahl 2009                   | 0,1 %                                       | 0/6   |
| 2010 | Unterhauswahlen 2010              | 0,1 %                                       | 0/59  |
| 2011 | Parlamentswahl in Schottland 2011 | 0,4 %                                       | 0/129 |
| 2014 | Europawahl 2014                   | nicht teilgenommen                          | 0/6   |
| 2015 | Unterhauswahlen 2015              | 0,03 %                                      | 0/59  |
| 2016 | Parlamentswahl in Schottland 2016 | 0,5 % (als RISE – Scotland’s Left Alliance) | 0/129 |
| 2017 | Unterhauswahlen 2017              | nicht teilgenommen                          | 0/59  |
| 2019 | Europawahl 2019                   | nicht teilgenommen                          | 0/6   |
| 2019 | Unterhauswahlen 2019              | nicht teilgenommen                          | 0/59  |
| 2021 | Parlamentswahl in Schottland 2021 | nicht teilgenommen                          | 0/129 |
| 2024 | Unterhauswahlen 2024              | 0,0 %                                       | 0/57  |